# Evottu
Evottu är en sjö i kommunen Jockas i landskapet Södra Savolax i Finland. Sjön ligger 83,2 meter över havet. Arean är 64 hektar och strandlinjen är 12,23 kilometer lång. Sjön  ingår i Vuoksens huvudavrinningsområde.   Den ligger omkring 23 kilometer öster om S:t Michel och omkring 230 kilometer nordöst om Helsingfors. 
I sjön finns öarna Maissaari, Susisaari och Pölläsaari. 